# Muzeul Țăranului Român
Muzeul Țăranului Român (Den rumänske bondens museum) är ett museum i Bukarest i Rumänien.
Museet har en samling textilier, ikoner, keramik och andra konstföremål från landsbygskultur i Rumänien. Museet vann 1996 European Museum of the Year Award.
Museet ligger under det rumänska kulturdepartementet och är beläget på Koseaua Kiseleff nära Piața Victoriei. Museets samling omfattar 100 000 föremål.
Museibyggnaden är uppförd enligt traditionell rumänsk arkitekturtradition och uppfördes på det tidigare staliga myntverkets tomt.  Museet grundades på 1930-talet och leddes då av Alexandru Tzigara-Samurcaș. Det återöppnades den 5 februari 1990, knappt sex veckor efter det att Nicolae Ceaușescus regim fallit. Under den kommunistiska regimen fanns ett annat museum tillhörande rumänska kommunistpartiet i byggnaden.

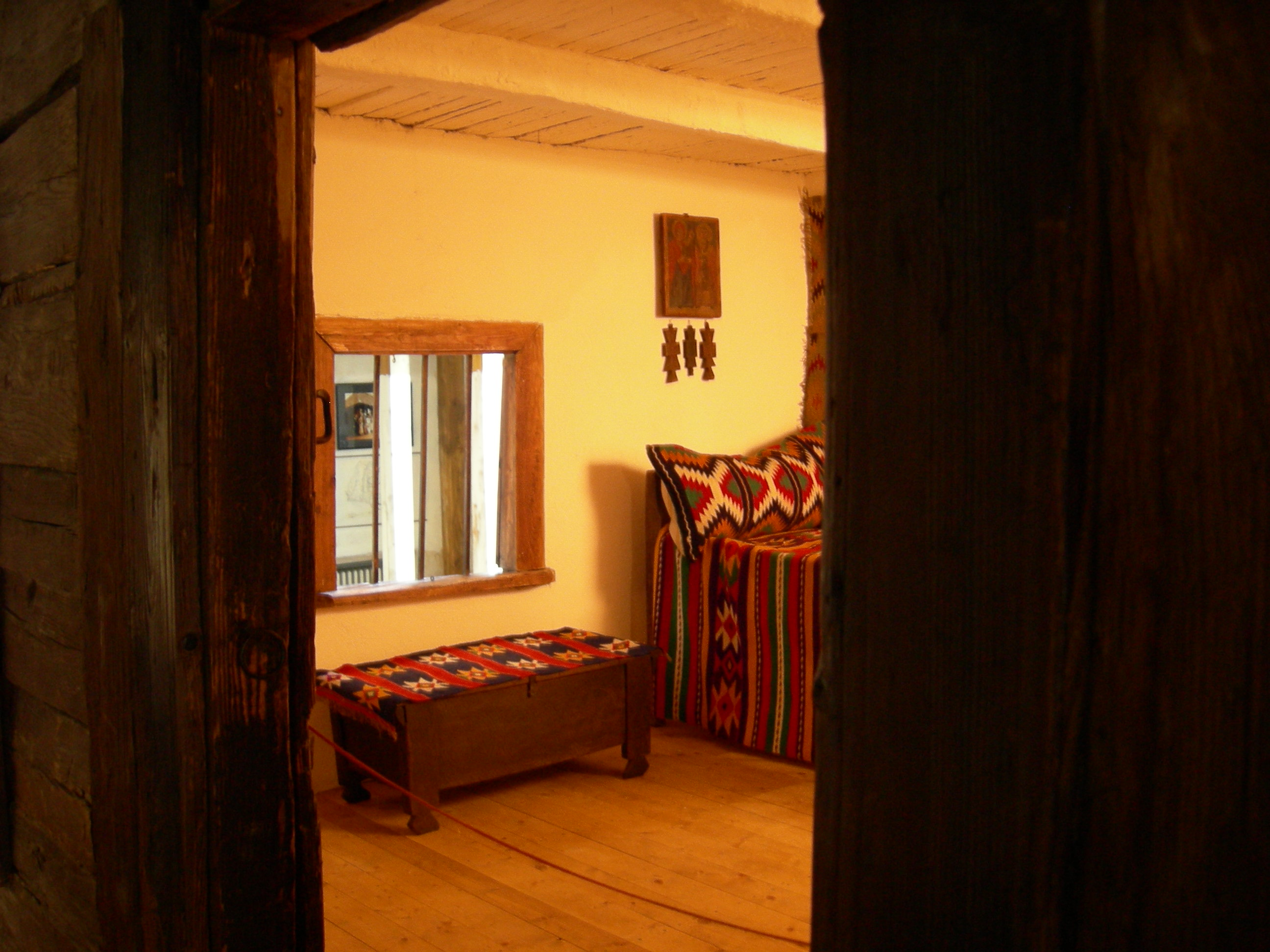
Interiör.

En av museets mest kända utställningar är det ursprungligen av Tzigara-Samurcaș skapade Huset i huset. Huset tillhörde bonden Antonie Mogos från byn Ceauru i området Gorj. Under Ceaușescu-regimen visades huset i friluftsmeuseet Satului. År 2002 blev det återfört till bondemuseet.
År 2002 utvidgades utställningsytan väsentligt genom en utbyggnad för lager och kontor på museets baksida.